# 송파위례도서관
송파위례도서관은 서울특별시 송파구소재의 구립 도서관이다.

## 연혁
- 송파위례도서관은 2017년 10월 18일에 개관하였다.[1]

## 시설 현황
4층
- 유아, 아동자료실 : 영유아 및 어린이 대상 도서와 잡지 비치
- 프로그램실1 : 영유아 및 어린이 대상 프로그램 진행 공간
- 메아리울림정원 : 가볍게 산책하며 휴식하는 공간
- 사무실 / 정리실 : 직원 업무 공간

5층
- 일반자료실 : 성인 및 청소년 대상 도서 비치
- 영어원서 : 영어원서 비치
- 정기간행물 : 시사, 문화, 취미 등의 잡지와 신문 비치
- 프로그램실2 : 성인 및 청소년 대상 프로그램 진행 공간